# Інститут проблем ендокринної патології імені В. Я. Данилевського НАМН України

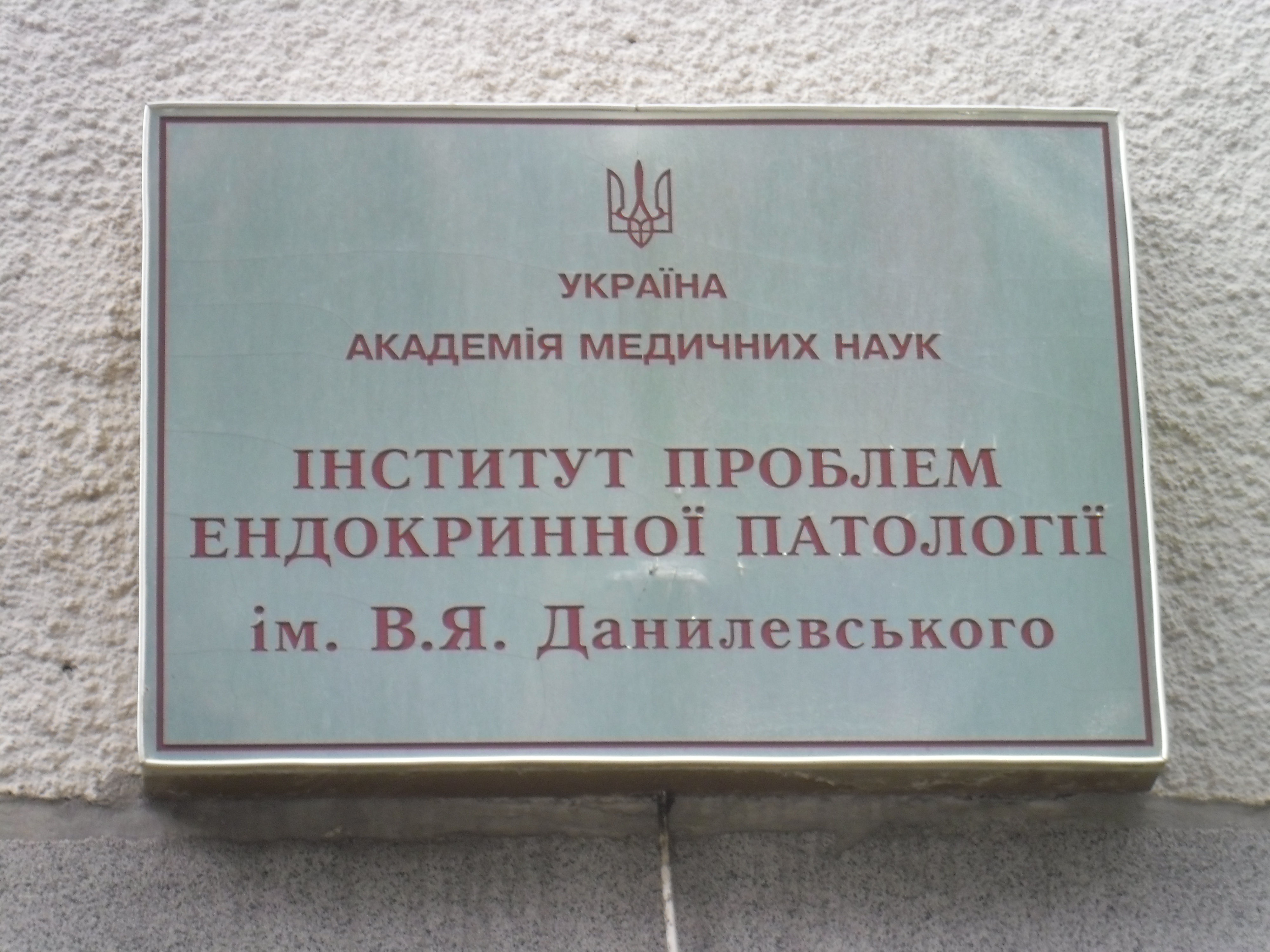

Інститу́т пробле́м ендокри́нної патоло́гії ім. В. Я. Даниле́вського НАМН України заснований Василем Данилевським у 1919 році в Харкові.

## Про Інститут
Структура Інституту суміщає науково-дослідну базу і клінічні підрозділи: поліклініка і стаціонар на 140 ліжок. На базі клініки Інституту працює кафедра ендокринології і дитячої ендокринології Харківської медичної академії післядипломного навчання лікарів (ХМАПО).
Головною акредитаційною комісією МОЗ України Інституту привласнена вища категорія акредитації. Установа є клінічною базою Фармакологічного комітету МОЗ України. Бере участь в проведенні міжнародних багатоцентрових рандомізованих порівняльних досліджень фармакологічних препаратів.

## Науковці
Кількість співробітників становить близько 400 осіб, зокрема докторів наук — близько 10, кандидатів наук — близько 50, науковців — близько 90, лікарів — близько 50 (з них з вищою атестаційної категорією — 30).
- Альошин Борис Володимирович — завідувач відділу гістофізіології (1938—1941; 1944—1959).
- Генес Семен Григорович — завідувач відділу патофізології (1932—1978), заступник директора з наукової роботи (1940—1949).
- Демченко Олександр Миколайович — завідувач кабінету чоловічого клімаксу (1963—1974), лабораторії андрології (1974—2001), відділу клінічної ендокринології (2001—2006).
- Коган-Ясний Віктор Мойсейович — завідувач клінічно-експериментального сектору (1930—1958), один із перших співробітників інституту.
- Копелович Марк Абрамович — завідувач терапевтичного відділення (1937—1941), патоморфологічного відділу (1945—1949), клінічно-експериментального відділу (1949—1960), заступник директора клініки (1945—1949).
- Приходькова Єлизавета Костянтинівна — завідувачка лабораторії фізіології (1919—1949), одна з перших співробітниць інституту.
- Тутаєв Григорій Васильович — завідувач фармако-терапевтичного відділення (1928—1941).

### Директори
- 1919—1930 — академік Данилевський Василь Якович
- 1935—1940 — академік Комісаренко Василь Павлович
- 1997—1999 (в. о.) — доктор медичних наук Бондаренко Людмила Олександрівна
- 1999—2023 — академік Караченцев Юрій Іванович
- з 2023 — професор Місюра Катерина Василівна

## Основні наукові напрями
- епідеміологія, клініка ендокринних захворювань, розробка і вдосконалення методів їх діагностики, профілактики і лікування;
- дослідження механізмів регуляції ендокринних функцій і метаболічних процесів в нормі і при патології;
- розробка, експериментальне і клінічне вивчення лікарських засобів;
- підготовка наукових кадрів вищої кваліфікації (докторів і кандидатів наук);
- лікувально-профілактична робота в клініці; підвищення кваліфікації лікарів в галузі ендокринології[2].